# Max Amberger
 (avril 2025).
Motif : Sources toutes genevoises : aucune d'envergure nationale.
- Archive Wikiwix
- Bing
- Cairn
- DuckDuckGo
- E. Universalis
- Gallica
- Google
- G. Books
- G. News
- G. Scholar
- Persée
- Qwant
- (zh) Baidu
- (ru) Yandex
- (wd) trouver des œuvres sur Wikidata

| 1. | Préciser le motif de la pose du bandeau. | Précisez le motif de la pose du bandeau en utilisant la syntaxe suivante : {{admissibilité à vérifier\|date=mai 2025\|motif=remplacez ce texte par le motif}}                     |
| 2. | Informer les utilisateurs concernés.     | Pensez à avertir le créateur de l'article, par exemple, en insérant le code ci-dessous sur sa page de discussion : {{subst:avertissement admissibilité à vérifier\|Max Amberger}} |

 (avril 2025).
Si vous disposez d'ouvrages ou d'articles de référence ou si vous connaissez des sites web de qualité traitant du thème abordé ici, merci de compléter l'article en donnant les références utiles à sa vérifiabilité et en les liant à la section « Notes et références ».
Max Hermann Amberger, né le 16 mars 1898 à Genève et mort le 23 mars 1981, est une personnalité genevoise active dans le domaine social, notamment dans l'aide aux personnes âgées. Il a également été engagé dans le mouvement scout suisse et dans plusieurs initiatives d'intérêt public.

## Biographie
Max Amberger a été engagé dans le mouvement scout, inspiré par les idées de Baden-Powell. Il participe notamment à l'organisation du camp national suisse de 1932, contribuant au développement du scoutisme à Genève. 

## Fondation pour la Vieillesse
À partir de 1932, Max Amberger s'investit dans le Comité genevois pour la Vieillesse. Il succède à John Jaques à la présidence de la Fondation pour la Vieillesse - qui est aujourd'hui Pro Senectute - et de la Fondation pour le logement des personnes âgées et isolées (FLPAI). Il occupe cette fonction jusqu’en 1969.
Sous sa direction, plusieurs projets voient le jour, dont :
- L’extension de la Cité-Vieillesse dès 1932[4].
- La Résidence de Malagnou (1948), à Chêne-Bougeries, avec 38 logements destinés aux couples âgés.
- La création d’un service d’aides familiales en 1955.
- La résidence de la Gradelle et l’Infirmerie du Prieuré (1961–1964), avec plus de 80 logements supplémentaires[5],[6].

## Bureau central d’aide sociale
De 1958 à 1965, il est directeur du Bureau central d’aide sociale (BCAS) à Genève (anciennement nommé : Bureau central de bienfaisance). Dans ce rôle, il contribue à structurer l’action sociale locale et publie plusieurs rapports sur la situation des personnes âgées. En 1965, Son successeur au poste de directeur sera M. Daniel-François Ruchon. Il reste membre du comité du BCAS jusqu'à sa mort.

## Autres engagements
En 1970, il devient président du Comité genevois du Secours suisse d’hiver.
Max Amberger est également membre à vie de la Société de géographie de Genève, éditrice de la revue Le Globe, dans laquelle il contribue ponctuellement. Il mène des recherches archéologiques à Musières (France) entre 1936 et 1951, faisant don de ses découvertes au Musée d’Histoire naturelle de Genève.

## Vie personnelle
Passionné de nature, de montagne et de voyages, Max Amberger prend sa retraite en 1965,.